# 500 lire "Famiglia"
Le 500 lire Famiglia sono una moneta commemorativa in argento la cui emissione fu autorizzata con D.P.R. 5 giugno 1987. Il valore è di 500 lire ed è dedicata all'Anno della Famiglia.

## Dati tecnici
Al dritto è raffigurato un profilo muliebre giovanile a sinistra con un fiore fra i capelli, sotto cui si legge il nome dell'autrice COLANERI; in basso sta una stella, mentre in giro è scritto "REPVBBLICA ITALIANA".
Al rovescio al centro vi è una composizione stilizzata raffigurante una famiglia, dietro la quale splende il sole, simboleggiante il calore domestico; in basso è indicato il valore, mentre ai suoi lati si trovano il segno di zecca R e la data.
Nel contorno: in rilievo, "REPVBBLICA ITALIANA" 
Il diametro è di 29 mm, il peso di 11 g e il titolo è di 835/1000
La moneta è presentata nella duplice versione fior di conio e fondo specchio, rispettivamente in 85.500 e 19.700 esemplari.